# Імре Кальман

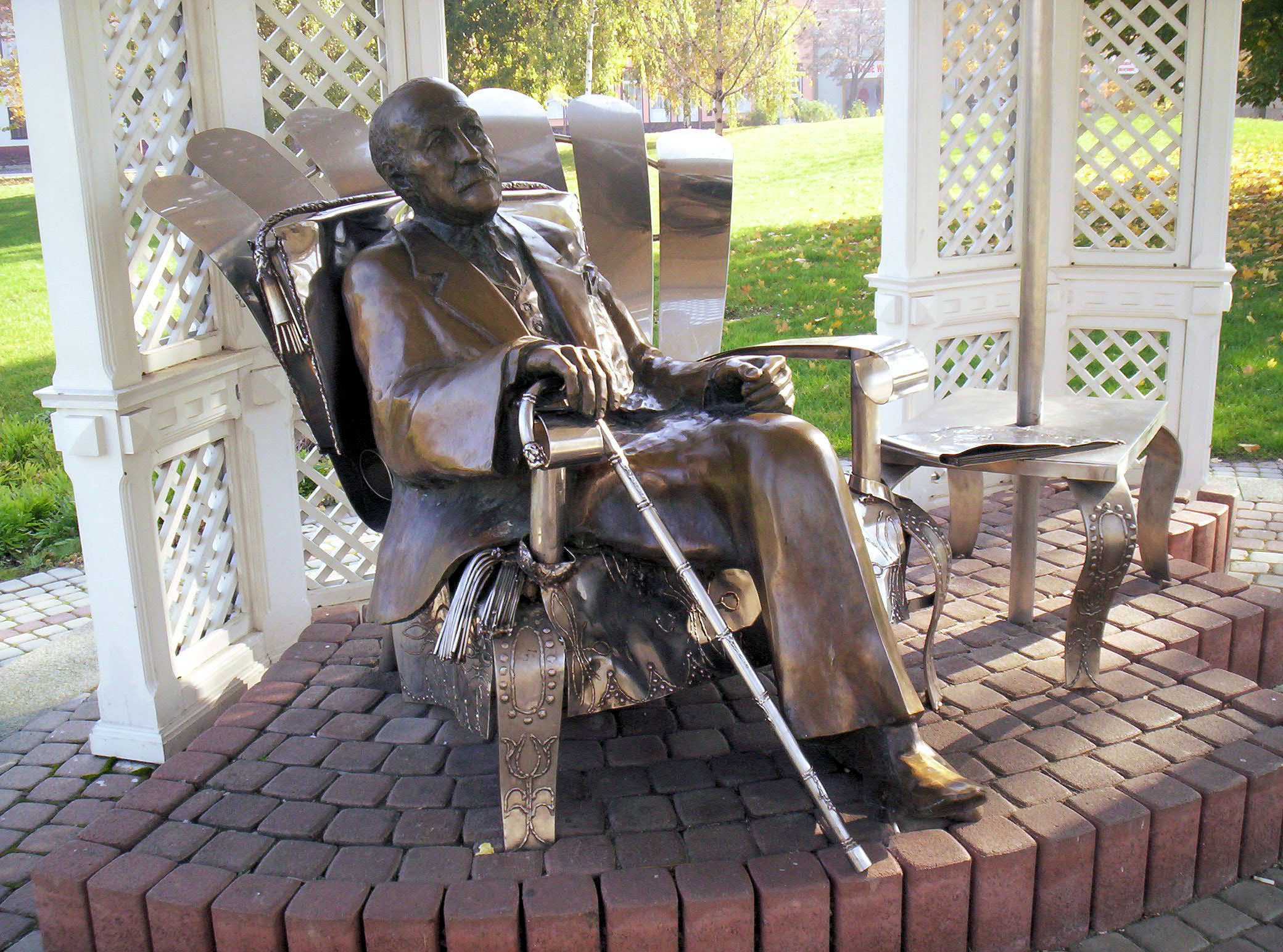
Скульптура Імре Кальмана в парку в Шіофоку.

Імре Кальман (угор. Kálmán Imre, нім. Emmerich Kalman; 24 жовтня 1882 — 30 жовтня 1953) — угорський композитор єврейського походження, один із засновників і найвизначніших представників віденської оперети.

## Життєпис
Еммеріх — таке ім'я отримав хлопчик, що з'явився на світ 24 жовтня 1882 року в родині єврейського комерсанта Карла Коппштейна і його дружини Полі Зінгер, які проживали в невеликому курортному поселенні Шіофок, розташованому на березі озера Балатон.
Спочатку Кальман мав намір стати концертним піаністом, але через ранній початок артриту зосередився на композиції. Він вивчав теорію музики та композицію в Національній угорській королівській академії музики (на той час Будапештська музична академія), де він був однокурсником Бели Бартока та Золтана Кодалі під керівництвом Ганса Кесслера.
Його ранні симфонічні поеми «Сатурналії» та «Ендре і Йоганна» були добре сприйняті, хоча він не зміг досягти їх публікації. Він також створював музику для фортепіано та написав багато пісень: цикл пісень на вірші Людвіга Якобовського та збірку пісень, видану під назвою «Далай» .
Однак популярність його жартівливих пісень для кабаре привела його до написання оперет. Його першим великим успіхом став Tatárjárás — Ein Herbstmanöver німецькою мовою, що означає «Осінній маневр», хоча англійська назва «Веселі гусари » вперше була поставлена в Lustspieltheater у Будапешті 22 лютого 1908 року. Після цього він переїхав до Відня, де досяг світового успіху. Популярним йому принесли оперети «Циган-прем'єр», «Сільва», «Графиня Маріца», «Баядерка» та «Принцеса цирку».
Кальман і Франц Легар були провідними композиторами так званого «срібного віку» віденської оперети в першій чверті 20 століття. Він став відомим своїм злиттям віденського вальсу з угорськими чардашами. Незважаючи на це, у поліфонії та мелодії Кальман був відданим послідовником Джакомо Пуччіні, тоді як у своїх методах оркестровки він використовував принципи, характерні для музики Чайковського.
У 1929 році народилася його перша дитина (з Вірою Мендельсон), Карл Кальман (1929–2015), який згодом також став композитором.
Незважаючи на своє єврейське походження, він був одним із улюблених композиторів Адольфа Гітлера. Після аншлюсу він відхилив пропозицію Гітлера стати «почесним арійцем» і був змушений переїхати спочатку до Парижа, потім до Сполучених Штатів, оселившись у Каліфорнії в 1940 році.
1932 року написав першу, а 1952-го – другу (остаточну) версію спогадів про своє дитинство і юність (період до переселення у Відень) – «Мій шлях в оперету».

## Останні роки
Після еміграції виконання його творів було заборонено в нацистській Німеччині. У 1949 році він емігрував з Нью-Йорка до Відня, а в 1951 році переїхав до Парижу, де й помер.

## Популярна культура
У 1958 році в Західній Німеччині був знятий байопік «Король чардашів» з Герхардом Рідманом у головній ролі.
Вболівальники національної збірної Ісландії з футболу та гандболу використовують його композицію Das Veilchen vom Montmartre як свій гімн.
Нічний спальний потяг зі Штутгарта до Будапешта називається «Кальман Імре».

## Оперети
- Tatárjárás (Татарська навала) – Будапешт, 1908
  - Ein Herbstmanöver – Відень, 1909 (німецька версія Tatárjárás)
  - Веселі Гусари – Театр Нікербокер, Бродвей, Нью-Йорк, 1909 (американська версія Tatárjárás)[7]
  - Осінні маневри – Лондон, 1912 (англійська версія Tatárjárás)
- Az obsitos (Ветеран) – Будапешт, 1910
  - Der gute Kamerad – Відень, 1911 (німецька редакція Az Obsitos)
  - Gold gab ich für Eisen – Відень, 1914 (редакція Der gute Kamerad)
  - Her Soldier Boy – Astor Theatre, Lyric Theastre, Shubert Theatre, Нью-Йорк, 1916-1917[8]
  - Soldier Boy – Лондон, 1918
- Der Zigeunerprimas (Циганський оркестр) – Відень, 1912
  - Сарі – Liberty Theatre, New Amsterdam Theatre, Нью-Йорк, 1914<[9]
- Блакитний дім – Лондон, 1912 рік
- Der kleine König (Маленький король) – Відень, 1912
- Zsuzsi kisasszony – Будапешт, 1915
  - Міс Весна – New Amsterdam Theatre, Нью-Йорк, 1916-1917[10]
  - Die Faschingsfee – Відень, 1917 (німецька редакція Zsuzsi kisasszony)
- Die Csárdásfürstin (Сільва) – Відень, 1915
  - The Riviera Girl – New Amsterdam Theatre, Нью-Йорк, 1917ref>The Riviera Girl. IBDB.com. Internet Broadway Database.</ref>
  - Циганська принцеса – Лондон, 1921
- Das Hollandweibchen – Відень, 1920
  - Маленька голландська дівчинка – Лондон, 1920
  - La Holandesita – Іспанія, 1921 (іспанська версія Казіміро Гіральта)
  - Голландська дівчина – США, 1925 рік
- Die Bajadere (Баядерка) – Відень, 1921
  - Принцеса Янкі – Театр Нікербокер, Нью-Йорк, 1922[11]
- Графиня Маріца – Відень, 1924
  - Графиня Маріца – Театр Шуберта, Нью-Йорк, 1926/27, з Івонн д'Арль у головній ролі[12][13].
  - Маріца – Лондон, 1938
- Die Zirkusprinzessin (Принцеса цирку) – Відень, 1926
  - Принцеса цирку – Театр у зимовому саду, Нью-Йорк, 1927[14]
- Золотий світанок – Hammerstein's Theatre, Нью-Йорк, 1927-1928[15]
- Die Herzogin von Chicago – Відень, 1928
  - Герцогиня Чиказька – США, 1929 рік
- Das Veilchen vom Montmartre (Фіалка Монмартру) – Відень, 1930
  - Весняний Париж – США, 1930 рік
  - Поцілунок навесні – Лондон, 1932
- Der Teufelsreiter (Az ördöglovas – Диявольський вершник) – Відень, 1932
- Kaiserin Josephine – Цюрих, 1936
- Міс Андеграунд – написана в 1942 році.
- Маринка – Winter Garden Theatre, Ethel Barrymore Theatre, Нью-Йорк, 1945[16]
- Леді Арізона – Берн, 1954